# 교향곡 35번 (모차르트)

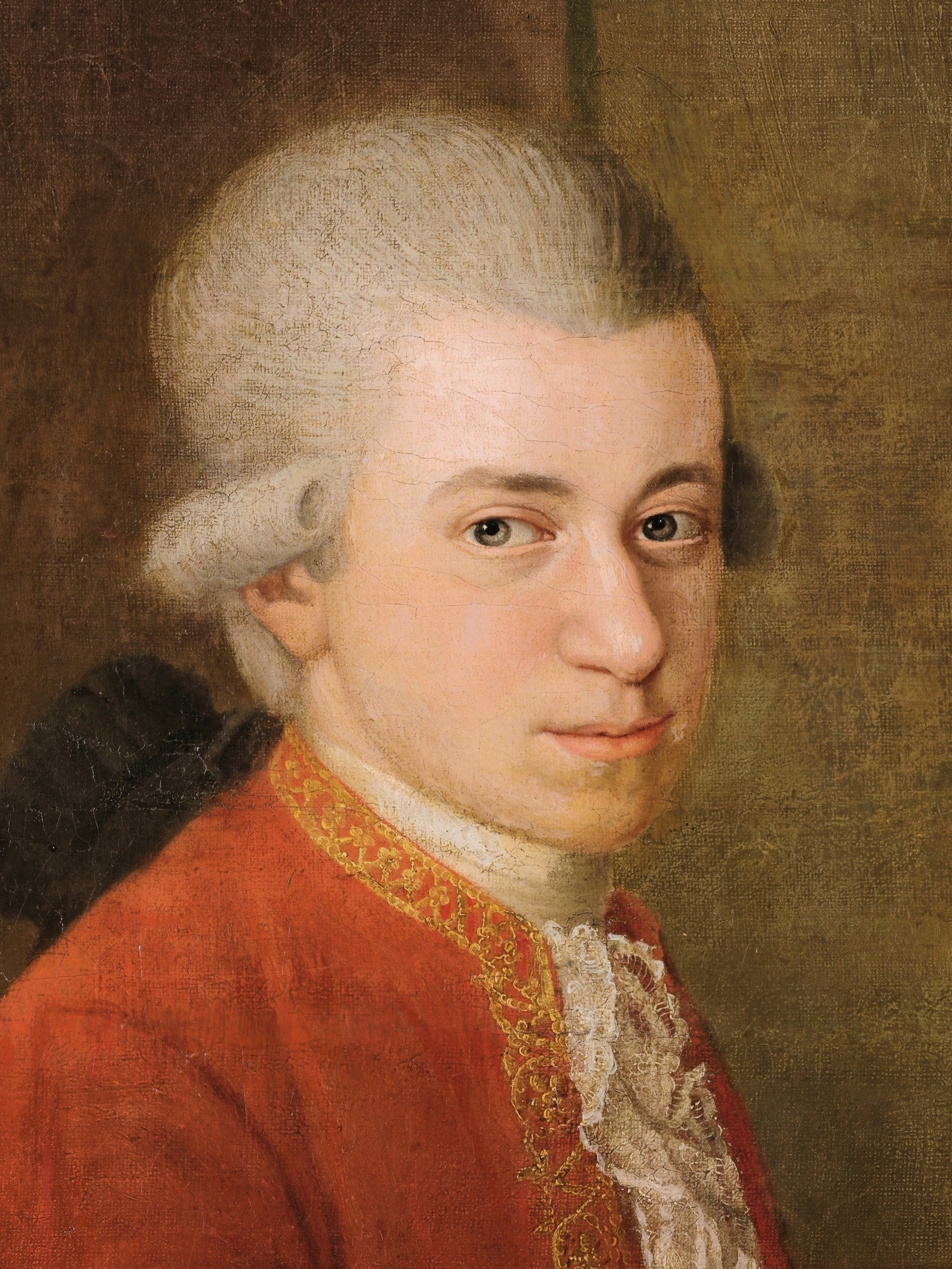
1780~1781년의 모차르트

교향곡 35번 D 장조 "하프너"(K. 385)는 볼프강 아마데우스 모차르트가 1782년에 작곡한 교향곡이다. "하프너"라는 이름은 세레나데를 의뢰했던 한 가문의 이름에서 유래한다. 모차르트는 이 곡을 세레나데에서 추출해 만든 것으로 알려져 있다. (당시 모차르트의 세레나데, 노투르노, 디베르티멘토 등은 교향곡 형식인 네 악장에 미뉴에트 악장과 느린 악장을 추가한 다수의 악장으로 되어 있다.)
곡의 구성은 다음과 같다.
1. 알레그로 콘 스피리토 (Allegro con spirito)
2. 안단테 (Andante)
3. 메뉴에토 (Menuetto)
4. 피날레 (프레스토) (Finale (Presto))

1783년 3월의 한 음악회에서 이 교향곡과, 그 밖의 다른 곡들이 연주되었던 기록이 남아 있다.

## 참고사항
- Einstein, Alfred, Mozart: His Character, His Work. Translated by Arthur Mendel and Nathan Broder. London ; New York : Oxford University Press, 1945. (Quote from page 230.)